# Ausztrál kakukkbagoly
Az ausztrál kakukkbagoly (Ninox boobook) a madarak osztályának bagolyalakúak (Strigiformes) rendjéhez, a bagolyfélék (Strigidae) családjához tartozó faj.

## Rendszerezése
A fajt John Latham angol ornitológus írta le 1788-ban, a Strix nembe Strix boobook néven.

## Alfajai
- Ninox boobook boobook (Latham, 1801) - Ausztrália java részén az alapfaj fordul elő, Queensland déli részén, Új-Dél-Wales és Victoria és Dél-Ausztrália államokban
- Ninox boobook cinnamomina (Hartert, 1906) - a Kis-Szunda-szigetek közül Tepa és Babar szigetén él
- Ninox boobook halmaturina (Mathews, 1912) - a Kenguru-sziget
- Ninox boobook lurida (De Vis, 1887) - Queensland északi részén él
- Ninox boobook moae (Mayr, 1943) - a Kis-Szunda-szigetek közül  Moa, Leti és Romang szigetén él
- Ninox boobook ocellata (Bonaparte, 1850) Dél-Ausztrália északi részén, Nyugat-Ausztrália államban és az Északi területen él, de előfordul a Kis-Szunda-szigetek közé tartozó Savu szigetén is.
- Ninox boobook pusilla (Mayr & Rand, 1935) - Új-Guinea déli részén él
- Ninox boobook remigialis (Stresemann, 1930) - a Kai-szigeteken él.

Három további alfaját 2017 óta faji szintre emelték: 
- Ninox boobook fusca (Vieillot, 1817[2]) vagy timori kakukkbagoly (Ninox fusca)
- Ninox boobook plesseni (Stresemann, 1929)[2] vagy Alor-szigeti kakukkbagoly (Ninox plesseni)
- Ninox boobook rotiensis[2] (R. E. Johnstone & J. C. Darnell, 1997) vagy Rote-szigeti kakukkbagoly (Ninox rotiensis)

## Előfordulása
Ausztrália, Indonézia, Kelet-Timor és Pápua Új-Guinea területén honos. Természetes élőhelyei a mérsékelt övi erdők és cserjések, szubtrópusi vagy trópusi síkvidéki és hegyi esőerdők, sivatagok, valamint szántóföldek, vidéki kertek és városi régiók. Állandó, nem vonuló faj.

## Megjelenése
Testhosszúsága 36 centiméter, testtömege 170-300 gramm.
|  |

## Természetvédelmi helyzete
Az elterjedési területe rendkívül nagy, egyedszáma pedig stabil. A Természetvédelmi Világszövetség Vörös listáján nem fenyegetett fajként szerepel.